# Женская сборная Черногории по гандболу
Женская сборная Черногории по гандболу — национальная сборная Черногории, выступающая на чемпионатах Европы и мира по гандболу среди женщин, а также на женских гандбольных турнирах Олимпийских игр. Управляется Федерацией гандбола Черногории. Серебряный призёр Олимпийских игр 2012 года (в финале уступила сборной Норвегии), чемпионка Европы 2012 года (в финале взяла реванш у норвежек).

## Результаты

### Олимпийские игры
- 2012 —  Серебряный призёр
- 2016 — 11-е место
- 2020 — 6-е место

### Чемпионаты мира
- 2011 — 10-е место
- 2013 — 11-е место
- 2015 — 8-е место
- 2017 — 6-е место
- 2019 — 5-е место
- 2021 — 22-е место
- 2023 — 7-е место

### Чемпионаты Европы
- 2010 — 6-е место
- 2012 —  Чемпион
- 2014 — 4-е место
- 2016 — 13-е место
- 2018 — 9-е место
- 2020 — 8-е место
- 2022 —  3 место
- 2024 — 8-е место